# Louis-Olivier Vitté
Louis-Olivier Vitté, né en 1959, est un écrivain français, homme de radio et musicien .

## Biographie
Il vit en Corrèze, dans la haute vallée de la Dordogne. Ses attaches corréziennes lui ont été apportées par son grand-père maternel et, après une jeunesse passée en région parisienne, c'est là, au retour de deux années passées aux Pays-Bas, qu'il choisira de s'installer définitivement. Son métier d'animateur radio à Radio France l'amènera ensuite à voyager un peu partout en France, au grés des contrats proposées par le réseau des radions locales de Radio France, intégré en 1984. Limoges, Guéret, Périgueux, Toulouse, Bordeaux, Mont de Marsan, Tours, Quimper, Orléans, Châteauroux, Tulle, auront été autant de lieux et de territoires à découvrir au long d'une carrière de prés de quarante ans. C'est chez lui, à Tulle, qu'il terminera cette carrière avant de retrouver un nouveau micro pour le temps de sa retraite à Argentat, dans une radio  locale alors en plein développement, Acx.  
Auteur de très nombreux romans, il s'intéresse aussi à l'histoire des communes de Corrèze et a déjà publié trois recueil des petites histoires des communes, celles de Xaintrie, du Midi Corrézien et du pays d'Uzerche. Il travaille aussi depuis longtemps sur l'histoire de la vallée noyée de la Dordogne, entre Argentat et la Bourboule et, en particulier, à l'histoire des lieux de vie engloutis sous les eaux des barrages du Chastang, de l'Aigle, de Marèges, et de Bort les Orgues.   

## Œuvres
- L’Enfant de la rivière, Sayat, France, Éditions De Borée, 2002,349 p.  (ISBN 2-84494-143-5)
- La Servante, Sayat, France, Éditions De Borée, 2002,393 p.  (ISBN 2-84494-097-8)
- La Vallée des illusions, Sayat, France, Éditions De Borée, 2003, 282 p.  (ISBN 2-84494-190-7)
- La Rivière engloutie, Paris, Presses de la Cité, coll. « Romans Terres de France », 2005, 323 p.  (ISBN 2-258-06525-9)
- Les Eaux troubles de la Dordogne. Stanislas et les villageois, Clermont-Ferrand, France, Éditions de l’Écir, coll. « Polars », 2006, 193 p.  (ISBN 2-915521-16-6)
- L’Enfant des terres sauvages, Paris, Presses de la Cité, coll. « Romans Terres de France », 2007, 281 p.  (ISBN 978-2-258-07121-6)
- L’inconnue de la Maison-Haute, Paris, Presses de la Cité, coll. « Romans Terres de France », 2008, 293 p.  (ISBN 978-2-258-07573-3)
- Le Secret des trois sœurs, Paris, Presses de la Cité, coll. « Romans Terres de France », 2010, 228 p.  (ISBN 978-2-258-07948-9)
- Guinotte et le Chevalier, Paris, Presses de la Cité, coll. « Romans Terres de France », 2011, 245 p.  (ISBN 978-2-258-08257-1)
- La Guérisseuse de Peyreforte, Paris, Éditions Calmann-Lévy, coll. « France de toujours et d’aujourd'hui », 2012, 295 p.  (ISBN 978-2-7021-4312-4)
- Là où coule une rivière, Paris, Éditions Calmann-Lévy, coll. « France de toujours et d’aujourd'hui », 2014, 308 p.  (ISBN 978-2-7021-4389-6)
- Le Secret de Tire-Lune, Paris, Éditions Calmann-Lévy, coll. « France de toujours et d’aujourd'hui », 2015, 248 p.  (ISBN 978-2-7021-5528-8)
- La Statue engloutie, Paris, Éditions Calmann-Lévy, coll. « France de toujours et d’aujourd'hui », 2016, 286 p.  (ISBN 978-2-7021-5751-0)
- La Dame des vignes hautes, Paris, Éditions Calmann-Lévy, coll. « France de toujours et d’aujourd'hui », 2017, 300 p.  (ISBN 978-2-7021-6045-9)
- La femme qui voulait voir la mer, Paris, Éditions Calmann-Lévy, coll. « France de toujours et d’aujourd'hui », 2018, 384 p.  (ISBN 978-2-7021-6347-4)
- Petit Jean, Paris, Éditions Calmann-Lévy, coll. « France de toujours et d’aujourd'hui », 2019, 304 p.  (ISBN 978-2-7021-6623-9)
- Un tendre été, Limoges, Éditions Mon Limousin, coll. « Littératures limousines », 2021, 368 p.  (ISBN 978-2-4907-1016-4)
- Mes p'tites histoires de Xaintrie, Limoges, Éditions Mon Limousin, 2021, 144 p.  (ISBN 9782490710201)
- Arrête ton char Stanislas, Limoges, Éditions Mon Limousin, 2022, 176 p.  (ISBN 9782490710287)
- Mes p'tites histoire du pays d'Uzerche, éditions Mon Limousin
- Mes p'tites histoires du Midi Corrézien, éditions Mon Limousin
- Le portier du Grand Hôtel, La Geste édition, collection Les Moissons..